# 上総朋大
上総 朋大（かずさ ともひろ）は日本の小説家。千葉県在住。
2011年に『カナクのキセキ』（富士見書房刊）にてデビュー。

## 人物
- ゲームやカラオケやサバゲーなどが趣味である。

## 主な作品

### ライトノベル
『富士見ファンタジア文庫』、富士見書房
- カナクのキセキ[1]イラスト：さらちよみ
- 天翔虎の軍師 イラスト：庄名泉石
- はじめまして世界。 イラスト：るろお
- ヒトよ、最弱なる牙を以て世界を灯す剣となれ グラファリア叙事詩 イラスト：細居美恵子
- 勇者の息子の超・商人道! 幼なじみが美少女魔王になって求婚してきたんだが イラスト：ぷきゅのすけ

#### 単行本未収録
- 怪盗セルルとディーマッグの宝玉（『ドラゴンマガジン』（富士見書房）龍皇杯掲載）

### ライト文芸
『富士見L文庫』、富士見書房
- 無免許魔女の推理ノート 表紙絵：Chiyoko